# Jang-Bogo-Station
Die Jang-Bogo-Station (kor.: 장보고과학기지, Jangbogo Gwahak Giji) ist eine südkoreanische Forschungsstation in der Antarktis. Sie befindet sich in der Terra-Nova-Bucht an der Küste des Viktorialands. Die nach Jang Bogo (787–846), einem koreanischen Admiral des 9. Jahrhunderts, benannte Station wurde am 5. Februar 2014 in Betrieb genommen und ist die zweite Antarktis-Forschungsstation Südkoreas nach der König-Sejong-Station.
Die Station besteht aus 16 Gebäuden und kann bis zu 60 Personen beherbergen. Sie wird ganzjährig betrieben. In der Nähe befindet sich die italienische Mario-Zucchelli-Station.